# Otto Erhard
Otto Erhard (* 26. September 1829 in Forheim; † 16. September 1888 in Nürnberg) war ein deutscher Politiker und Mitglied des Reichstages.

## Leben und Wirken
Otto Erhard studierte Rechtswissenschaften in Erlangen und Göttingen. 1848 wurde er Mitglied der Burschenschaft Bubenruthia in Erlangen. Danach war er als Rechtsanwalt in Nürnberg tätig.
Erhard war 1870 bis 1871 Vorstandsmitglied im Verein zur Unterstützung der Reservisten in Nürnberg.
Ab 1870 gehörte er als Abgeordneter für Nürnberg dem Landrat von Mittelfranken an.
Er gehörte 1868 bis 1870 dem Zollparlament und 1871 bis 1878 dem Reichstag an. Dorthin wurde er vom Wahlkreis 5 Mittelfranken (Dinkelsbühl) entsandt. Im Reichstag gehörte er der Deutschen Fortschrittspartei an.